# Kunsthalle im Lipsius-Bau

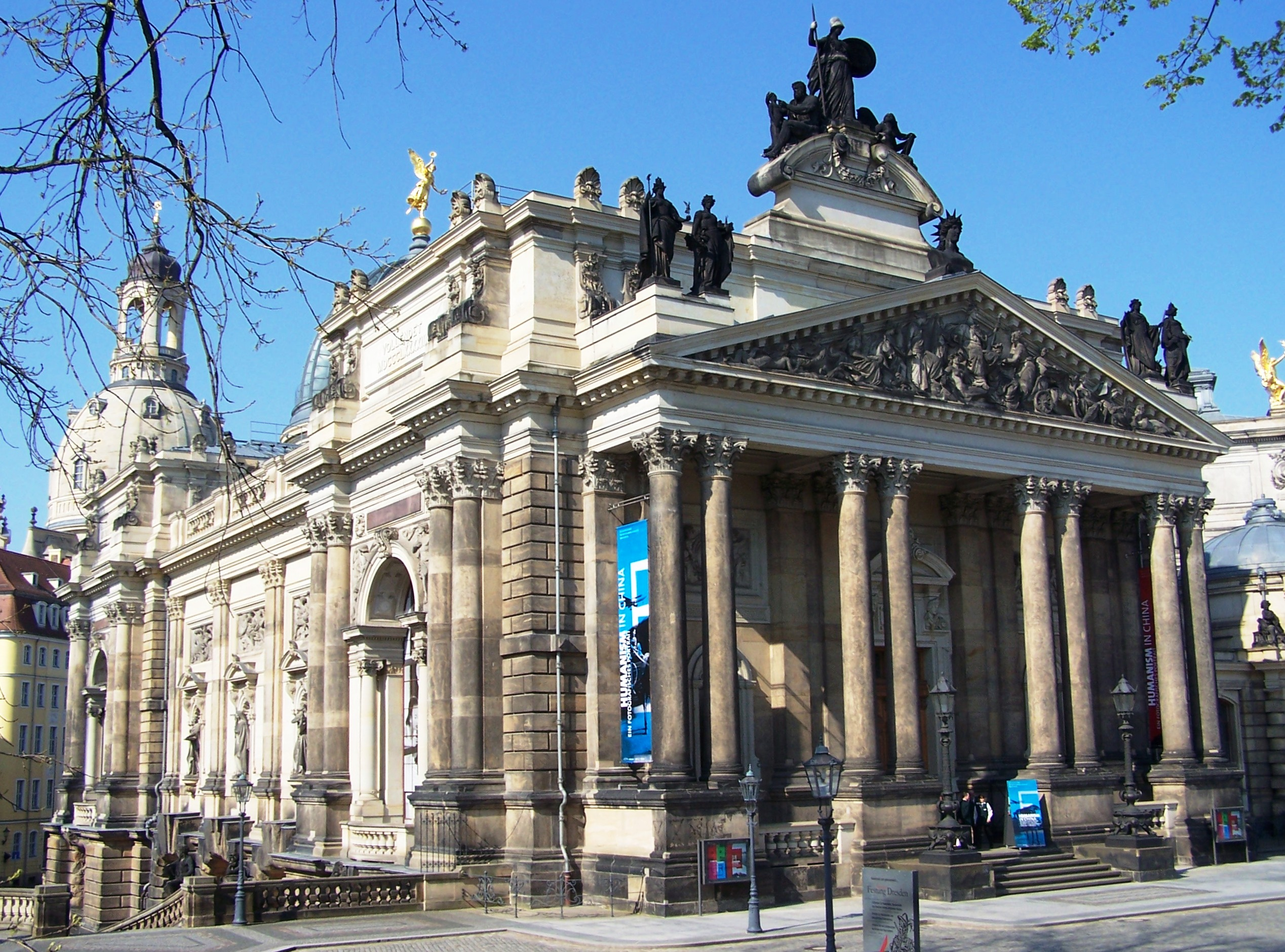
Kunsthalle im Lipsius-Bau, von der Brühlschen Terrasse aus gesehen (2008)

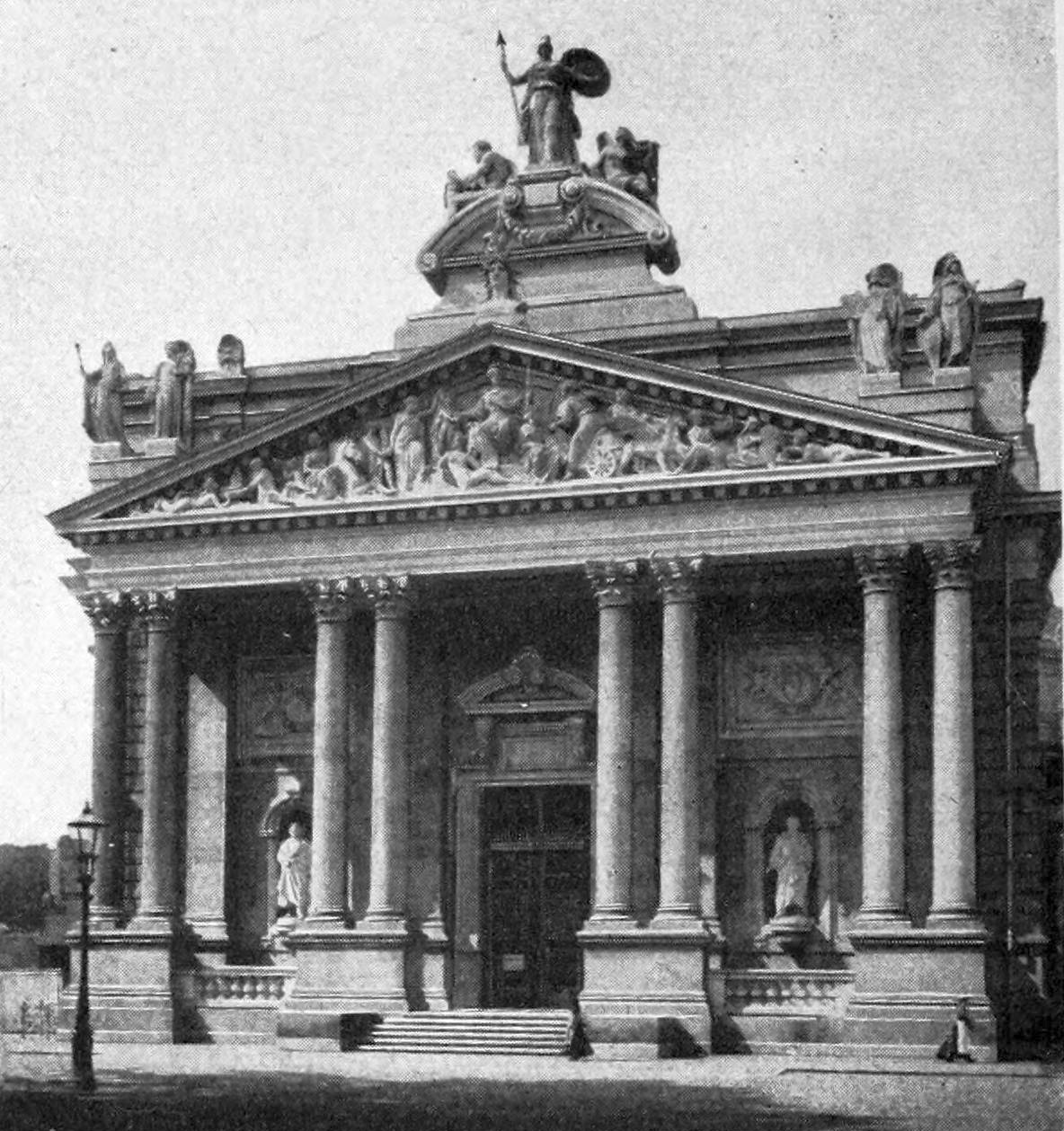
Ansicht von Anfang des 20. Jahrhunderts mit Giebelschmuck von Johannes Schilling

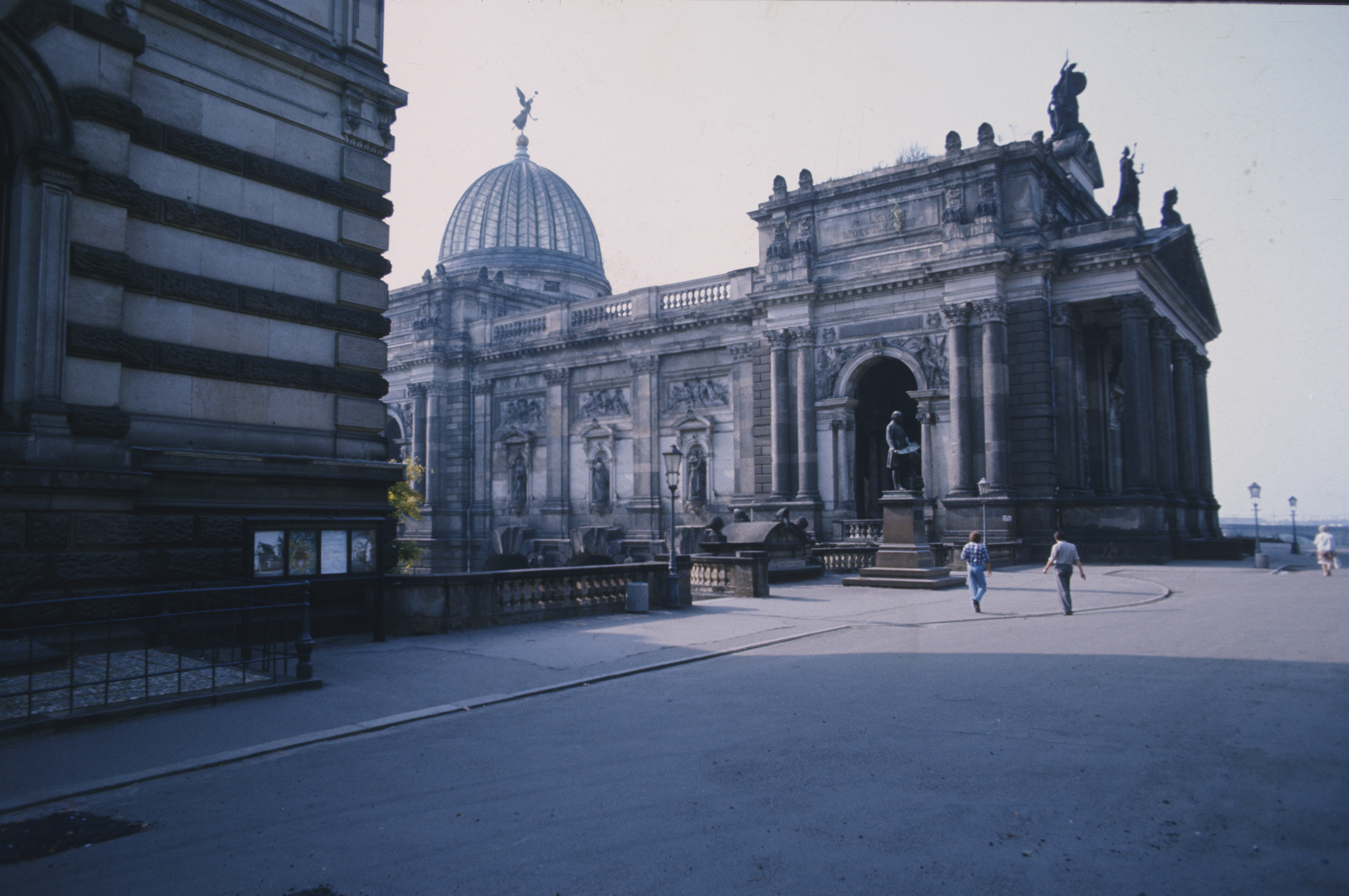
Ansicht um 1975

Die Kunsthalle im Lipsius-Bau ist einer der Ausstellungsorte der Staatlichen Kunstsammlungen Dresden. Sie befindet sich im als Kunstakademie bekannten und kuppelgekrönten Lipsius-Bau an der Brühlschen Terrasse, in dem auch die Hochschule für Bildende Künste Dresden ihren Sitz hat. Dort liegt sie in unmittelbarer Nachbarschaft zum Albertinum in einem Flügel, der auch als Ausstellungsgebäude Brühlsche Terrasse bezeichnet wird. Es ist ein Ort für Sonderausstellungen, insbesondere für die Auseinandersetzung mit zeitgenössischem Kunstschaffen.

## Geschichte
Als integraler Bestandteil des Lipsius-Baus entstand auch die Kunsthalle zwischen 1887 und 1894. Sie ist ein Bau im Stil des Historismus mit aufwendig gestaltetem Tympanon und Hochgiebel.
Die Kunsthalle diente bis zu ihrer Zerstörung infolge der Luftangriffe auf Dresden als Ausstellungsgebäude des 1945 aufgelösten Sächsischen Kunstvereins. Bereits 1905 wurden hier Werke der Dresdner Künstlergruppe Brücke gezeigt. In der Zeit der DDR blieb die teilzerstörte Kunsthalle ungenutzt. Erst nach 1990 erfolgte der Wiederaufbau.

Im Oktober 2005 eröffnete die Kunsthalle, die seither von den Staatlichen Kunstsammlungen Dresden betreut wird, mit der Ausstellung „Der Blick auf Dresden“ wieder. Der Gestaltung des Ausstellungsgebäudes durch die Architekten Auer + Weber, Stuttgart/München, und Rolf Zimmermann, Dresden, gelang es, die Spuren der Zerstörung sichtbar zu lassen. Sie erhielten 2007 den Architekturpreis „Nike“ in der Kategorie „Detailvollkommenheit“.

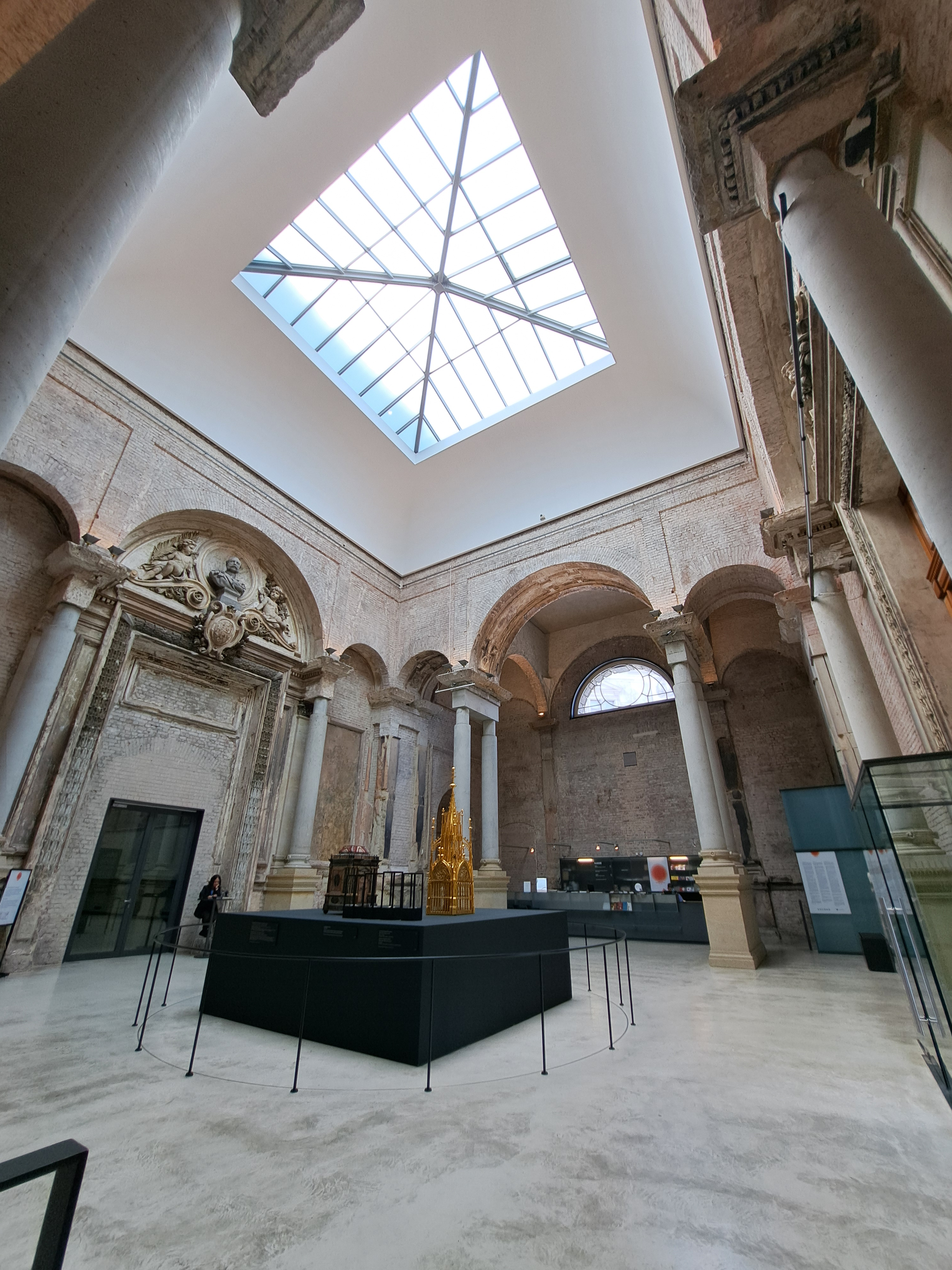
Foyer der Kunsthalle im Lipsiusbau
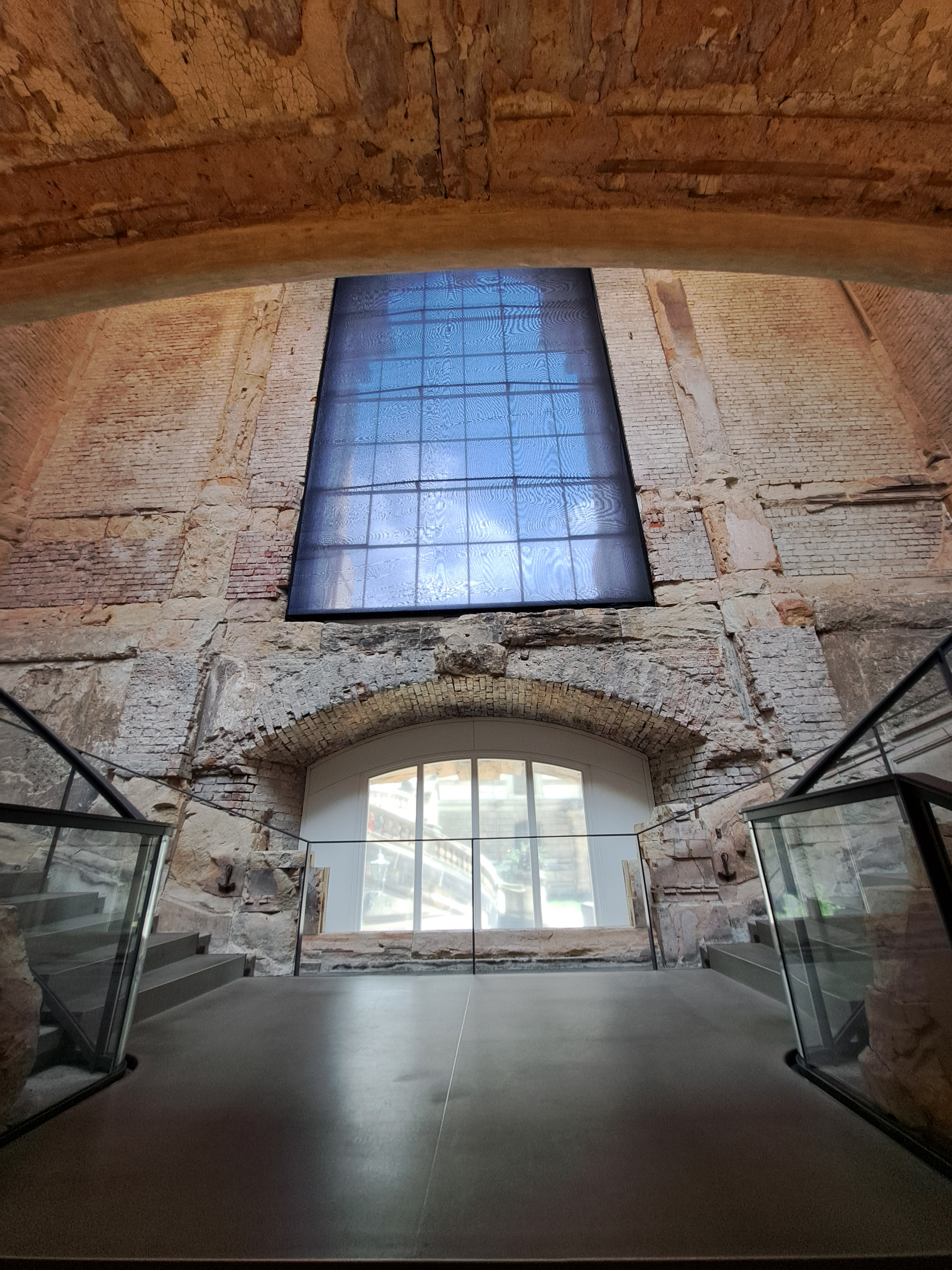
Kellergeschoss mit Treppen ins Erdgeschoss
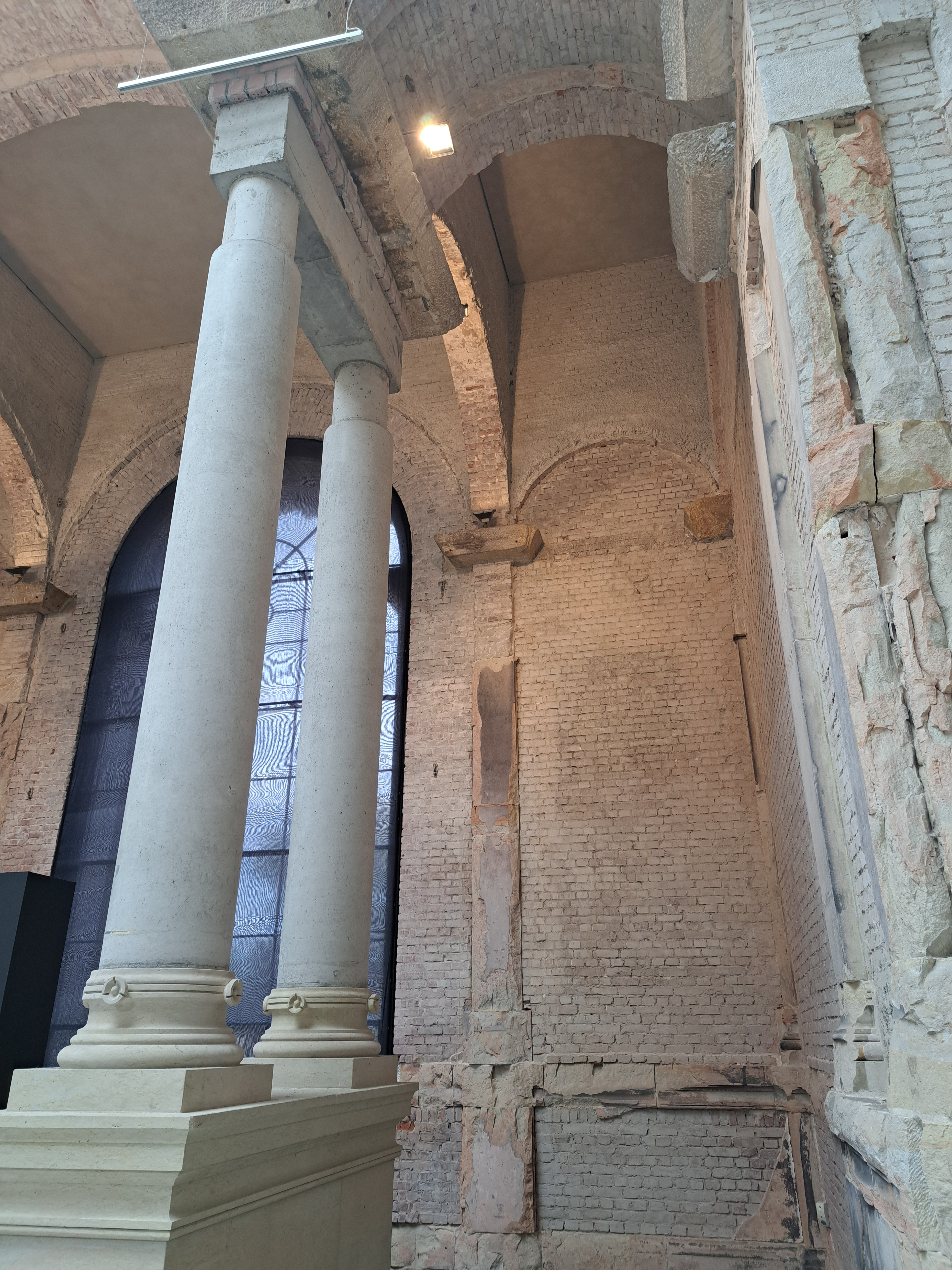
Während der Sanierung ergänzte Säulen im Foyer
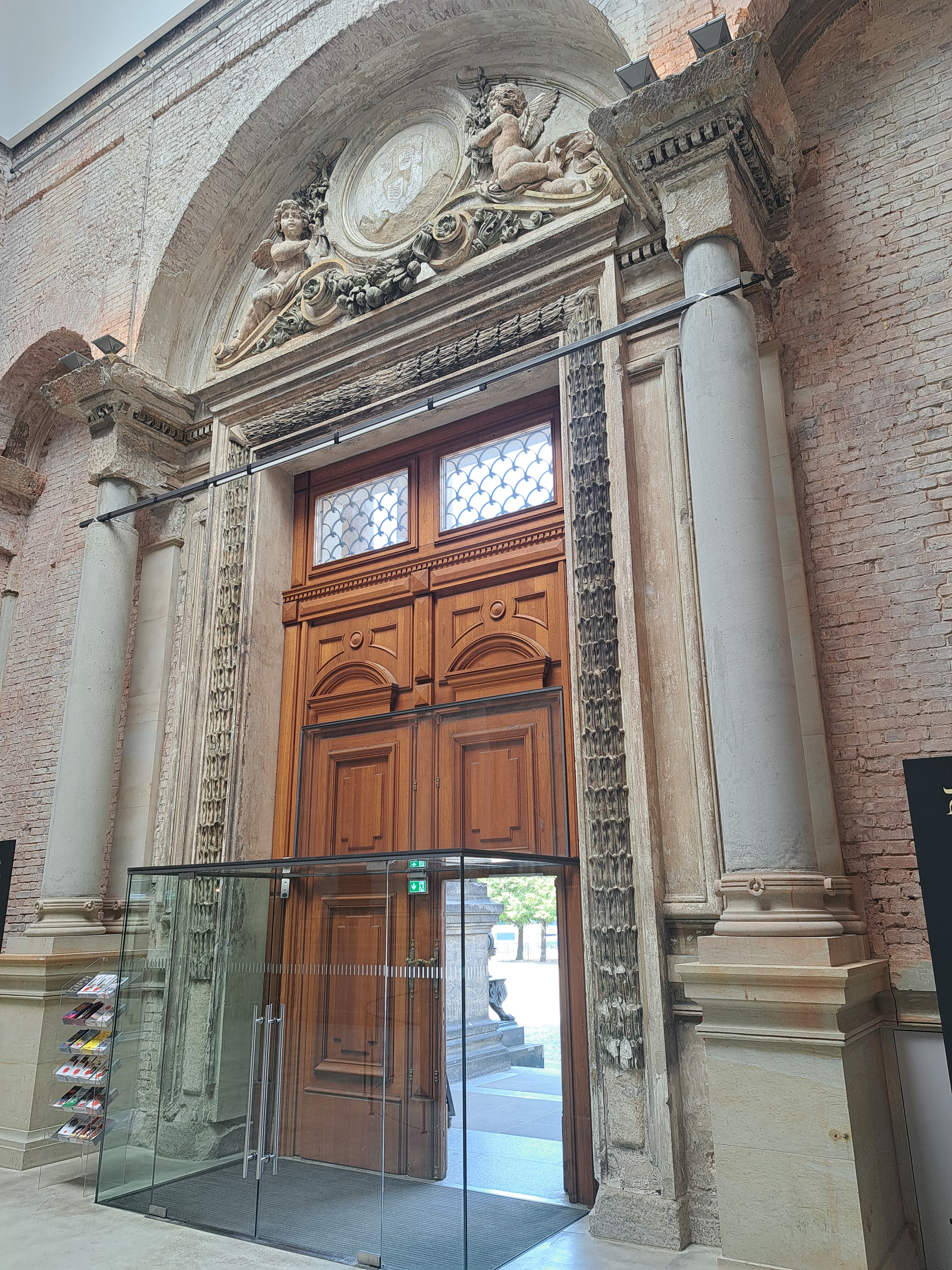
Eingangsbereich von innen
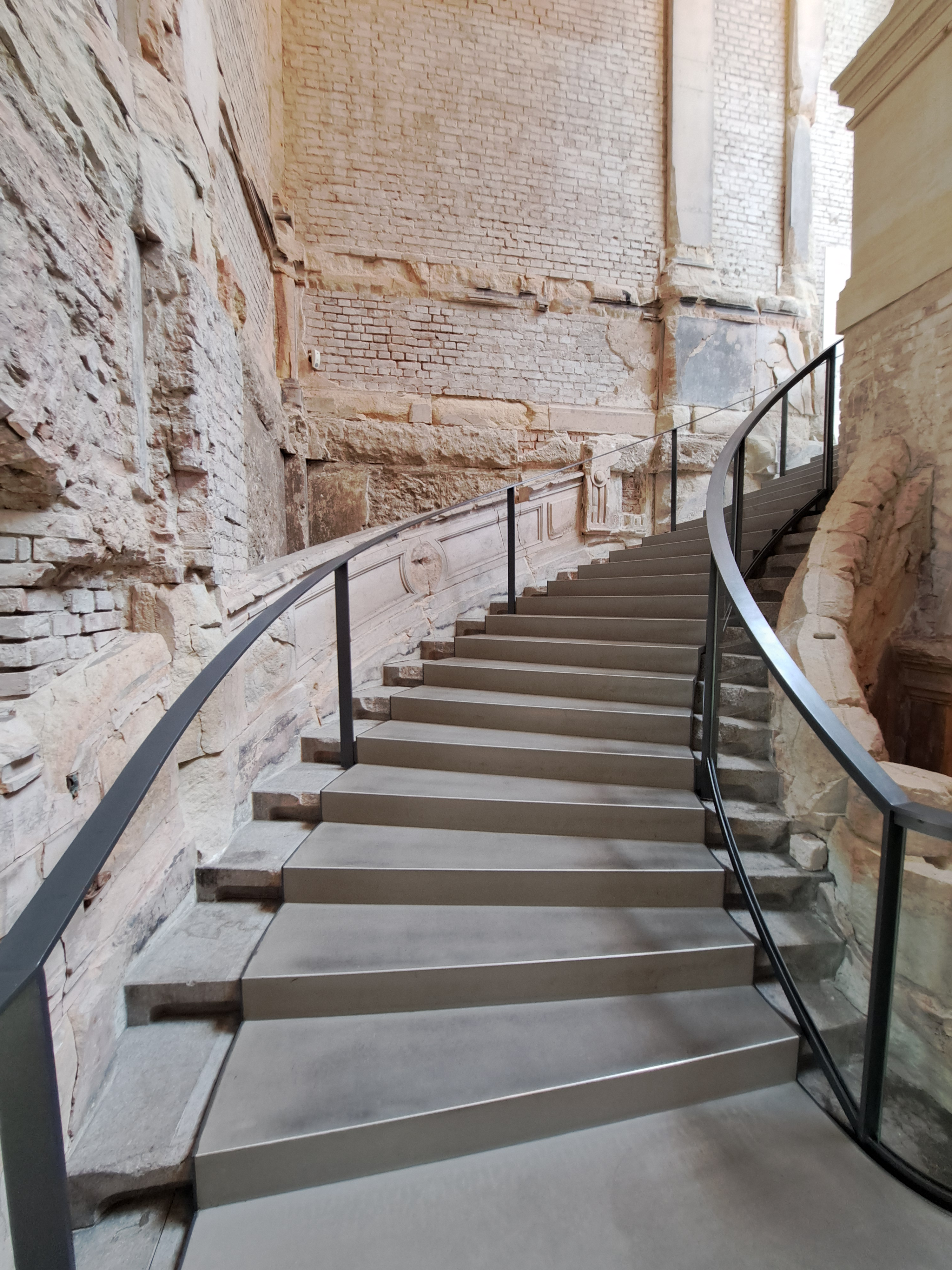
Treppenaufgang ins Foyer

## Standort
Die Kunsthalle befindet sich im nach seinem Architekten Constantin Lipsius benannten und von einer im Volksmund „Zitronenpresse“ genannten Kuppel bekrönten Hauptgebäude der Hochschule für Bildende Künste Dresden im Stadtteil Innere Altstadt. Sie ist Teil eines östlichen Seitenflügels, der aus städtebaulichen Gründen zu den anderen Gebäudeteilen um etwa 45 Grad gedreht ist. An ihrer Nordostseite liegt die Brühlsche Terrasse, die sich hier zur Jungfernbastei erweitert. Die Südostseite wird durch den Georg-Treu-Platz eingenommen, an dem sich auch der Eingang zum Museum Festung Dresden befindet. Ein weiteres Dresdner Kunstmuseumsgebäude in unmittelbarer Nachbarschaft ist das Albertinum mit der Galerie Neue Meister.

## Ausstellungen
In der Kunsthalle werden regelmäßig wechselnde Ausstellungen von Werken der zeitgenössischen Kunst präsentiert. In ihrem Inneren, bestehend aus einem großen Saal und mehreren Seitenkabinetten, waren unter anderem bereits Ausstellungen zu Sigmar Polke, Martin Honert oder Robert Stadler zu sehen.